# Lipophrys
Lipophrys is een geslacht van zeevissen die tot de onderorde van de slijmvisachtigen behoren. Dit geslacht komt voor in de Atlantische Oceaan en de Middellandse Zee.

## Soorten
- Lipophrys canevae (Vinciguerra, 1880)
- Lipophrys pholis (Linnaeus, 1758) – Gewone slijmvis
- Lipophrys trigloides (Valenciennes, 1836)
- Lipophrys velifer (Norman, 1935)